# Daniel Flores
Daniel Flores (* 8. Februar 1975 in Concepcion/Chile) ist ein chilenischer Schlagzeuger und Aufnahmeproduzent.

## Leben
Flores wurde in Concepcion geboren. Seine Mutter floh mit ihm und seinem jüngeren Bruder Leonardo nach Schweden. Nachdem er sich in die neue Gesellschaft eingelebt und die Sprache erlernt hatte, suchte er nach einem Ziel für sein weiteres Leben. Im Alter von elf Jahren lernte Flores Violine zu spielen. Ein paar Jahre später wurde Flores von einem Freund, einem Drummer, in dessen Studio eingeladen. Fasziniert von den Geräten und dem Schlagzeug begann er ebenfalls Schlagzeug zu spielen. Mit 15 Jahren kaufte er sein erstes Schlagzeug. Er wurde Mitglied der Band Mind’s Eye, die zwar mehrere Alben veröffentlichte, aber international keinen Erfolg hatte. Später studierte er drei Jahre lang Musik, danach zwei Jahre lang Musikproduktion und das Percussion im Stockholm Music Conservatorium. Kurz nach seinem 20. Lebensjahr begann Flores Keyboard zu spielen. Er gründete sein eigenes Aufnahmestudio Sound vs. Science. Am 7. August 2005 heiratete er die Fernsehmoderatorin Ingrid Soto. Er ist Fan von Genesis und Phil Collins, der ihn beim Schlagzeugen beeinflusste. 2006 begann er mit der Entwicklung des Projekts „The Murder of My Sweet“ und holte den befreundeten Gitarristen Daniel Palmqvist ins Boot. Danach folgte sofort Johan Niemann am Bass. Komplettiert wurde die Band mit der Sängerin Angelica Rylin.

## Diskographie

### Mit Mind’s Eye
- 1994: Afterglow (Eigenproduktion)
- 1998: Into The Unknown (Sensory Records)
- 2000: ...Waiting For The Tide (Record Heaven), 2002 und 2006 neuveröffentlicht
- 2000: Calling (Father To Son) (Round Records)
- 2002: A Work Of Art (Rising Records), 2006 neuveröffentlicht
- 2006: Walking on H2O (Lion Music)
- 2007: A Gentlemens Hurricane (Lion Music)
- 2007: The Art Of An Angel (Discunion.net)

### Als Schlagzeuger (Auswahl)
- 2003: Faro – Dawn Of Forever (MTM Music)
- 2004: Fatal Force – Fatal Force (MTM Music)
- 2004: Blackmore’s Castle – A Tribute to Deep Purple and Rainbow (Versailles Records)
- 2004: Chris Cartena – Freak Out (Frontiers Records)
- 2005: Benny Jansson – Save the World (Lion Music)
- 2005: Just Like Paradise – A Millennium Tribute to Diamond David Lee Roth (Lion Music)
- 2005: Give Us More – Gary Moore Tribute (Lion Music)
- 2005: Beyond The Labyrinth – Signs (Eigenproduktion)
- 2010: Chris Cartena – Return of the galactic freak boy

### Als Produzent (Auswahl)
- unbekannt: Daniel Palmqvist – A landscape made from dreams
- 2004: Fame Factory – Volume 7 (Mariann Grammophon)
- 2005: Garcia – Outside my Window (Eigenproduktion)
- 2005: Novak – Forever Endavoir (MTM Music)
- 2006: Hjalmar Engström – The Voice Inside (Eigenproduktion)

### Mit The Murder of My Sweet
- 2009: Bleed Me Dry (Single/Frontiers Records)
- 2010: Divanity (Frontiers Records)